# Шилово (Орловская область)
Шилово — деревня в Ливенском районе Орловской области России.
Входит в Крутовское сельское поселение в рамках организации местного самоуправления и в Крутовский сельсовет в рамках административно-территориального устройства.

## География
Расположена западнее посёлка Ровнечик на левом берегу ручья Ровнечик, впадающего в реку Труды.
Просёлочной дорогой Шилово соединена с посёлком Ровнечик.

## Население
| 2010 |
| ---- |
| 25   |